# Mario Muzzarini
Mario Muzzarini (San Polo d'Enza, 31 marzo 1892 – Roma, 26 aprile 1965) è stato un politico italiano.

## Biografia
Figlio di contadini parte volontario per la prima guerra mondiale nel corpo degli Alpini. Due volte ferito in combattimento viene decorato con due medaglie d'argento e due di bronzo. Congedato col grado di capitano nel 1920 si iscrive ai Fasci italiani di combattimento in reazione alle manifestazioni del biennio rosso e diventa uno dei primi animatori del Fascio di Reggio Emilia.
Laureato a Pisa in scienze agrarie lavora per i grandi proprietari terrieri emiliani senza trascurare l'impegno politico. Segretario del Fascio del suo paese natale viene al contempo nominato membro Direttivo federale. Eletto deputato nel 1924, nuovamente nominato nel 1929 e nel 1934, entra a far parte della Confederazione fascista degli agricoltori, della quale assume la presidenza, carica che gli vale nel 1939 la nomina a consigliere della Camera dei fasci e delle corporazioni. Come presidente della Confederazione è ricordato per l’accordo interconfederale del Littorio con cui viene trasformato il sistema salariale vigente nelle maggiori aziende agrarie in una forma reddituale basata sulla compartecipazione dei lavoratori.
Ha fondato il quotidiano Il solco fascista, uscito dal 1928 al 1945.